# Momento selvaggio
Momento selvaggio (Something Wild) è un film del 1961 diretto da Jack Garfein.

## Trama
A New York, di ritorno dal college verso casa, una giovane è afferrata da un maniaco che la violenta. Il trauma che ne consegue è terribile e nella mente della ragazza si fa strada l'idea del suicidio. Ci prova gettandosi da un ponte, ma è salvata da un meccanico, guercio a un occhio, il quale inizialmente si prende cura di lei, per poi sequestrarla per mesi all'interno di un semineterrato nella sua abitazione.